# Дехіяттакандія (Грама Ніладхарі)
Грама Ніладхарі Дехіяттакандія (№ 142J) — Грама Ніладхарі підрозділу ОС Дехіаттакандія, округ Ампара, Східна провінція, Шрі-Ланка.

## Демографія
| Населення (2007) | Населення (2007) | Населення (2007) | Населення (2007) | Населення (2007) |
| Населення        | Чоловіки         | Жінки            | Діти             | Дорослі          |
| ---------------- | ---------------- | ---------------- | ---------------- | ---------------- |
| 6,625            | 3,306            | 3,319            | 2,314            | 4,311            |